# Wienau (Gemeinde Weitersfelden)
Wienau ist ein Dorf und eine Ortschaft in der Marktgemeinde Weitersfelden in Oberösterreich mit 71 Einwohnern (Stand 1. Jänner 2024).
Das locker verbaute Straßendorf liegt auf 872 m ü. A. rund 3,5 km nördlich von Weitersfelden. Der Ort wurde urkundlich 1481 erstmals genannt. 

## Kultur und Sehenswürdigkeiten

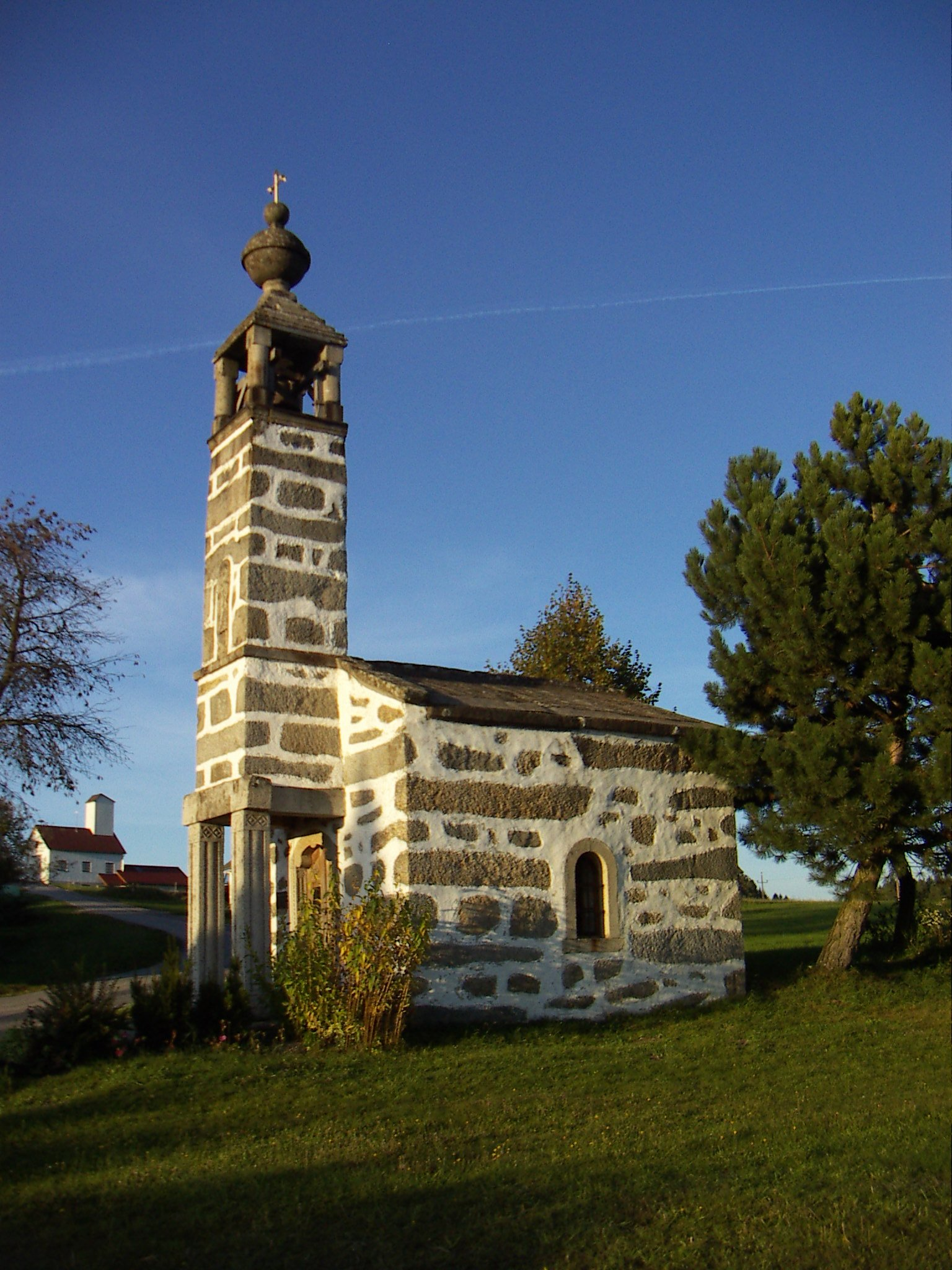
Hoisnhof-Kapelle

- Nr. 2, Hoisn-Hof als Dreiseithof aus dem 4. Viertel des 19. Jahrhunderts mit Hofkapelle aus 1890, beide im Steinbloß-Stil und denkmalgeschützt (Listeneintrag).
- Nr. 13, Streckhof aus dem 18. und 19. Jahrhundert mit geschweiftem Giebel
- Nr. 15, Dreiseithof, Portal mit Keilstein mit 1891 und einer Hauskapelle unter einem Satteldach um 1900
- Nr. 16, Dreiseithof, zwei Einfahrtsportale mit Gehtüren, ein Backofen
- Tabernakelpfeiler, bei Nr. 2
- Pechölstein, bei Nr. 18

## Geschichte
Das früheste Schriftzeugnis ist von 1481 und lautet „Wunau“. Der Name geht auf mittelhochdeutsch wünne (Weide) zurück.